# Triángulo de Farabeuf
El triángulo de Farabeuf es un espacio de interés quirúrgico descrito por el francés Louis Hubert Farabeuf en 1872. El trígono se sitúa en la porción superior del cuello, comprendido entre la vena yugular interna, el tronco tirolinguofaringofacial (tronco facial común) y el nervio hipogloso.
Este triángulo sirve como referencia para localizar la bifurcación de la arteria carótida común en las arterias carótida interna y carótida externa, punto en el que encontramos el seno carotídeo (un barorreceptor).